# Гуго III де Лузиньян
Гу́го III (фр. Hugues III de Lusignan, ок. 948 — ок. 1012), по прозванию Белый (лат. Albus) — сеньор де Лузиньян.

## Биография
Гуго III был сыном Гуго II Доброго, которому наследовал в родовых владениях в 950 или 967 году. Он подтвердил при посредничестве одного из своих вассалов передачу церкви Мезье с прилегающими землями монастырю Сен-Циприен (Святого Киприана), а также закрепил за монастырём право пользования лесами и торговым путём между Лузиньяном и Пуатье.
Гуго был членом графского суда в Пуатье. Вероятно, в оплату этих его услуг герцогиня Эмма Блуаская, супруга Гильома IV Аквитанского, обложила монастырь Сен-Максен налогом, поступления от которого шли Гуго III.

## Брак и дети
Жена: с ок. 967 году Арсенда де Вивон. Дети:
- Гуго IV Коричневый (ум. ок. 1025/1032), сеньор де Лузиньян с ок. 1012